# Madoce obliquivitta
Madoce obliquivitta là một loài bướm đêm trong họ Erebidae.